# Черноглав питон
Черноглавите питони (Aspidites melanocephalus) са вид влечуги от семейство Питонови (Pythonidae).
Разпространени са в северната част на Австралия.
Таксонът е описан за пръв път от австралийския зоолог Джерард Крефт през 1864 година.